# تورلیف کریستنسن
تورلیف کریستنسن (۱۵ فوریه ۱۹۱۶ - ۶ ژوئن ۱۹۹۷) یک سیاستمدار نروژی برای حزب کارگر است.
او در دورۀ ۱۹۶۵–۱۹۶۹ میلادی به عنوان معاون نماینده پارلمان نروژ از اوستفولد خدمت کرد.
کریستنسن متولد شهر موس و عضو شورای شهر در طول مدت ۱۹۵۹-۱۹۶۳ بود.